# L’Abergement
L’Abergement je obec na západě Švýcarska v kantonu Vaud. Žije zde 248 obyvatel.

## Geografie

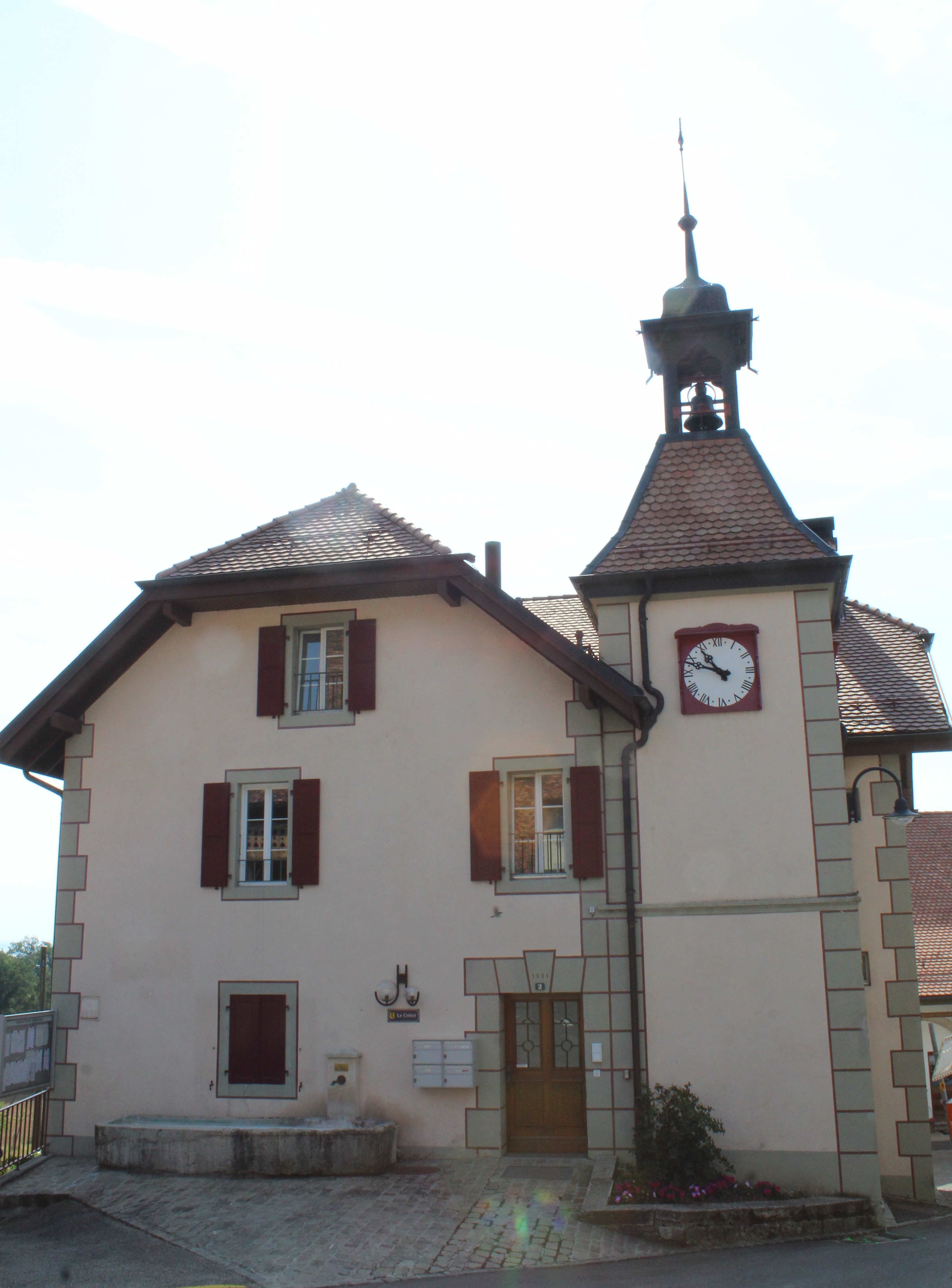
Obecní úřad

L’Abergement leží v nadmořské výšce 655 m, vzdušnou čarou 12 km jihozápadně od okresního města Yverdon-les-Bains. Zemědělská obec se nachází na náhorní plošině Jury mezi rovinou Orbe a prvním jurským masivem.
Území obce o rozloze 5,7 km² pokrývá část pohoří Vaudský Jura. Území obce se táhne od náhorní plošiny Jury směrem na západ přes strmý svah až k hřebenu Suchet, na jehož jižním svahu dosahuje L’Abergement svého nejvyššího bodu ve výšce 1460 m nad mořem. Zde se nacházejí rozsáhlé jurské vysokohorské pastviny s typickými mohutnými smrky, které zde stojí buď jednotlivě, nebo ve skupinách. Úzký pruh zasahuje do povodí řeky Jougnena na západ od Suchet. V roce 1997 tvořila 5 % rozlohy obce zastavěná plocha, 55 % lesy a lesní porosty a 40 % zemědělství.
L’Abergement zahrnuje vesničku Vailloud (749 m n. m.) na dolních svazích Suchet a několik jednotlivých farem na výšinách Jury. Sousedními obcemi jsou Baulmes, Rances, Sergey, Les Clées a Lignerolle v kantonu Vaud, stejně jako Jougne v sousední Francii.

## Historie
Od středověku je L’Abergement pod nadvládou sousední obce Les Clées. Po dobytí Vaudu Bernem v roce 1536 se L’Abergement stal součástí okrsku Les Clées, který byl podřízena panství Yverdon. Po pádu Staré konfederace obec patřila v období helvétského soustátí mezi lety 1798–1803 ke kantonu Léman; potébyla s přijetím Ústavy o zprostředkování začleněna do kantonu Vaud. Zde byla zařazena do okresu Orbe.

## Obyvatelstvo
Z celkového počtu obyvatel je 96,6 % francouzsky mluvících, 2,1 % německy mluvících a 0,4 % italsky mluvících (stav v roce 2000). V roce 1850 žilo v L’Abergement 318 obyvatel a v roce 1900 227 obyvatel. Počet obyvatel klesal až do roku 1980 (146 obyvatel). Od té doby je opět pozorován vzestupný trend.

## Hospodářství
L’Abergement je dosud zemědělskou obcí, kde na úpatí Jury převládá zemědělství a ve vyšších polohách chov dobytka a produkce mléka. Pracovní místa jsou zde také na pile a v místních malých podnicích. V posledních letech se L’Abergement rozvíjí jako rezidenční obec. Mnoho pracujících proto dojíždí za prací do Orbe nebo Yverdonu.

## Doprava
Obec se nachází mimo hlavní dopravní tepny na kantonální silnici z Lignerolle do Baulmes. L’Abergement je napojen na síť veřejné dopravy prostřednictvím autobusové linky, která jezdí z Orbe do Vallorbe.